# Lijst van beschermd erfgoed in de gemeente Lenningen
In deze lijst van beschermd erfgoed in de gemeente Lenningen zijn alle geclassificeerde nationale monumenten van de Luxemburgse gemeente Lenningen opgenomen.

## Monumenten per plaats

### Canach
| Object    | Bouwjaar/architect | Locatie             | Datum beschermd?      | Coördinaten | Afbeelding |
| --------- | ------------------ | ------------------- | --------------------- | ----------- | ---------- |
| Boerderij |                    | 8, rue de Gostingen | 3 september 2012 (IS) |             |            |

### Lenningen
| Object                 | Bouwjaar/architect | Locatie          | Datum beschermd?      | Coördinaten | Afbeelding |
| ---------------------- | ------------------ | ---------------- | --------------------- | ----------- | ---------- |
| Parochiekerk Lenningen |                    | rue de Canach    | 26 juli 1997 (MN)     |             |            |
| Huis                   |                    | rue de Canach 4  | 15 april 1992 (IS)    |             |            |
| Gebouwen               |                    | rue du Village 4 | 26 februari 2010 (IS) |             |            |

## Bron
- Liste des immeubles et objets classés monuments nationaux ou inscrits à l'inventaire supplémentaire